# Otto Winkelmann (Medizinhistoriker)
Otto Winkelmann (* 13. Februar 1931 in Berlin; † 5. Februar 2014 in Frankfurt am Main) war ein deutscher Arzt und Professor für Geschichte der Medizin.

## Leben
Otto Winkelmann war der Sohn eines Arztes und einer OP-Schwester. Er studierte Medizin in Marburg, Bonn, Heidelberg und an der FU Berlin. Die Approbation erfolgte 1962. Nach kurzer Tätigkeit als Arzt wurde er Assistent von Heinz Goerke an der FU Berlin, wo er sich 1968 habilitierte. 1969 wurde Winkelmann Assistent von Walter Artelt am Senckenbergischen Institut für Geschichte der Medizin in Frankfurt, 1971 folgte dort eine C2-Professur. Das Institut leitete er von 1993 bis zu seiner Pensionierung 1996.
Otto Winkelmann war mit der Diplom-Bibliothekarin Ingeborg Raue-Winkelmann verheiratet, die ebenfalls am Institut in Frankfurt tätig war.

## Forschung
Winkelmann beschäftigte sich insbesondere mit Ärzte-Biografien des 19. und 20. Jahrhunderts, so u. a. mit Ludwig Rehn, Albert Moll, Philipp Schwartz und Ernst von Düring, außerdem mit der ärztlichen Standesgeschichte im 19. und 20. Jahrhundert sowie auch mit den deutsch-türkischen Beziehungen in der Medizin um 1900.
Anhand der Pläne von Philipp Bozzini regte er die Rekonstruktion des sg. Frankfurter Lichtleiters aus dem Jahre 1806 an, dem ersten medizinischen Endoskop.

## Schriften (Auswahl)
- Beiträge zur Dermatologie und Venerologie in den Sitzungen der Berliner Medizinischen Gesellschaft (1860–1960). (1962, Dissertation)
- Das Fortleben medizinischer Lehrmeinungen vom Altertum bis in die Neuzeit. Dargestellt an einem Beispiel aus der Kinderheilkunde. (1968, Habilitation)
- „Wer soll und wer darf Arzt werden?“ Historische Betrachtungen. In: Medizinhistorisches Journal, 3 (1968). S. 294–309
- Die privaten Krankenanstalten und die Medizin des 19. Jahrhunderts. In: Hans-Heinz Eulner et al. (Hrsg.): Medizingeschichte in unserer Zeit: Festgabe für Edith Heischkel-Artelt und Walter Artelt zum 65. Geburtstag., Enke, Stuttgart 1971. ISBN 3-432-01698-0. S. 369–383
- Rudolf Virchow und Gustav Wegscheider in der Erinnerung Alfred Körtes. In: Medizinhistorisches Journal, 7 (1972). S. 174–185
- Der Frankfurter Lichtleiter – Neubau nach alten Plänen. Zur Frühgeschichte der Endoskopie. In: Würzburger medizinhistorische Mitteilungen 14 (1996). S. 11–15
- Schon aus Gründen des Alters ablehnen – Der Pathologe Philipp Schwartz und die Frankfurter medizinische Fakultät. In: Hessisches Ärzteblatt, Ausgabe 12/2005